# Thoigné
Thoigné é uma comuna francesa na região administrativa do País do Loire, no departamento de Sarthe. Estende-se por uma área de 7.31 km². Em 2010 a comuna tinha 167 habitantes (densidade: 22,8 hab./km²).